# Bessie Hatton
Bessie Hatton   (Claines, 1867 - 25 de març de 1964) Bessie Lyle Hatton fou actriu, dramaturga, periodista i feminista, i va lluitar pel sufragi femení a Anglaterra.

## Biografia
Bessie Hatton nasqué el 22 de novembre del 1867 a Claines, Worcestershire. Son pare era Joseph Hatton, novel·lista i periodista, i sa mare, Louisa Johnson. El seu germà major era l'explorador Frank Hatton. Estudià en una escola d'Ardennes i al Bedford College de Londres. Deixà, però, la universitat per a unir-se a la companyia de Frank Benson que interpretava Shakespeare.
Bessie Hatton escrigué obres de ficció molt populars, com ara The Village of Youth and Other Fairytales (El llogaret de la joventut i altres contes de fades) (1895) i Before Sunrise. Aquesta darrera obra es representà al Royal Albert Hall l'11 de desembre del 1909 per a la Women's Freedom League.
Al juny del 1908, ella i la seua companya actriu i escriptora Cicely Mary Hamilton crearen la Women Writers' Suffrage League, oberta tant a hòmens com a dones. Bessie Hatton en fou secretària.
Quan va esclatar la Primera Guerra Mundial, la Women Writers' Suffrage League muntà una biblioteca a l'Hospital Militar d'Endell Street. Bessie Hatton mor el 25 de març del 1964.